# Vesle

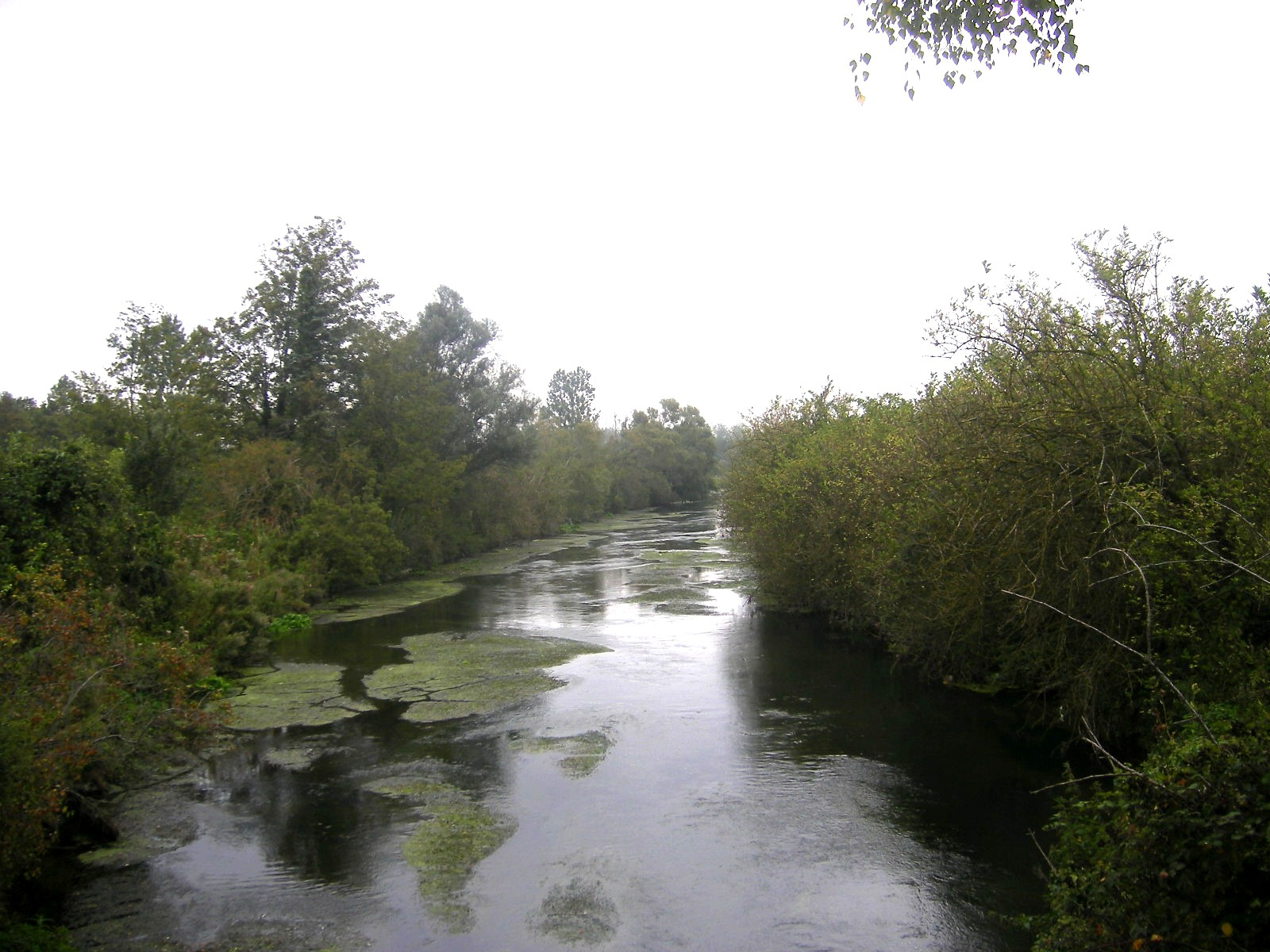
Floden Vesle i Muizon.

Vesle är en cirka 140 kilometer lång flod i nordöstra Frankrike som mynnar ut i Aisne vid Condé-sur-Aisne. Floden flyter huvudsakligen genom departementet Marne där även dess avrinningsområde finns. Floden följer Europaväg 46 mellan Reims och Soissons.
Vesle flyter genom följande departement och städer:
- Marne: Courtisols, Reims, Fismes
- Aisne: Braine